# Birsel Vardarlı
Birsel Vardarlı, po mężu Demirmen  (ur. 12 lipca 1984 w Izmirze) – turecka koszykarka,  występująca na pozycji rozgrywającej, reprezentantka kraju, olimpijka.

## Osiągnięcia
Na podstawie, o ile nie zaznaczono inaczej.

### Drużynowe
- Mistrzyni Turcji (2007–2013, 2016, 2018, 2019)[3][4][5][6][7][8][9][10][11][12]
- Wicemistrzyni:
  - Euroligi (2013, 2014, 2017)
  - Turcji (2014, 2017)[13][14]
- 3. miejsce w Eurolidze (2016)
- 4. miejsce w Eurolidze (2012, 2015)
- Zdobywczyni:
  - Pucharu Turcji (2007–2009, 2015, 2016, 2019)[3][4][5][10][12]
  - Superpucharu Turcji (2007, 2010, 2012–2015)[7][9][13]
- Finalistka:
  - Pucharu Turcji (2006, 2010, 2012–2014)[15][6][8][9][13]
  - Superpucharu Turcji (2008, 2009, 2011, 2016–2018)[5][8][14]
- Uczestniczka międzynarodowych rozgrywek:
  - Euroligi (2006–2019)
  - FIBA Europe Cup (2003/2004)

### Indywidualne
(* – nagrody przyznane przez portal eurobasket.com)
- MVP finałów ligi tureckiej (2019)[12]
- Najlepsza zawodniczka*:
  - krajowa ligi tureckiej (2012)[8][9]
  - występująca na pozycji obronnej ligi tureckiej (2012)[8]
- Zaliczona do*:
  - I składu:
    - ligi tureckiej (2008, 2012, 2013)[4][8][9]
    - zawodniczek krajowych ligi tureckiej (2006, 2010, 2011, 2012, 2013, 2014, 2017, 2019)[15][6][7][8][9][13][14][12]

  - II składu ligi tureckiej (2006, 2014)[15][13]
  - składu honorable mention (2010, 2017, 2019)[6][8][14][12]
- Uczestniczka meczu gwiazd ligi tureckiej (2005, 2006, 2008, 2010, 2012)[16][15][4][6][8]

### Reprezentacja

#### Seniorek
- Mistrzyni igrzysk śródziemnomorskich (2005)
- Wicemistrzyni Europy (2011)
- Brązowa medalistka mistrzostw Europy (2013)
- Uczestniczka:
  - igrzysk olimpijskich (2012 – 5. miejsce, 2016 – 6. miejsce)[17][18]
  - mistrzostw:
    - świata (2014 – 4. miejsce)
    - Europy (2005 – 8. miejsce, 2007 – 9. miejsce, 2009 – 9. miejsce, 2011, 2013, 2015 – 5. miejsce, 2017 – 9. miejsce)

  - kwalifikacji:
    - olimpijskich (2016 – 1. miejsce)
    - do Eurobasketu (2007, 2009, 2011, 2017)
- Liderka Eurobasketu w asystach (2009 – 4,7)[19]

#### Młodzieżowe
- Uczestniczka kwalifikacji do Eurobasketu:
  - U–20 (2004)
  - U–18 (2002)
  - U–16 (1999)